# Paulogervaisia
Paulogervaisia és un gènere extint de mamífers condilartres de la família dels didolodòntids que visqueren a Sud-amèrica durant l'Eocè, fa entre 38 i 48 milions d'anys. Se n'han trobat restes fòssils a la província argentina de Chubut. Tenia el mesostil poc robust. L'espècie P. inusta és un xic més grossa que el seu parent proper Didolodus magnus. Es calcula que hauria pogut atènyer una llargada d'1 m. Fou anomenat en honor del paleontòleg francès Paul Gervais.